# Cyril Scott

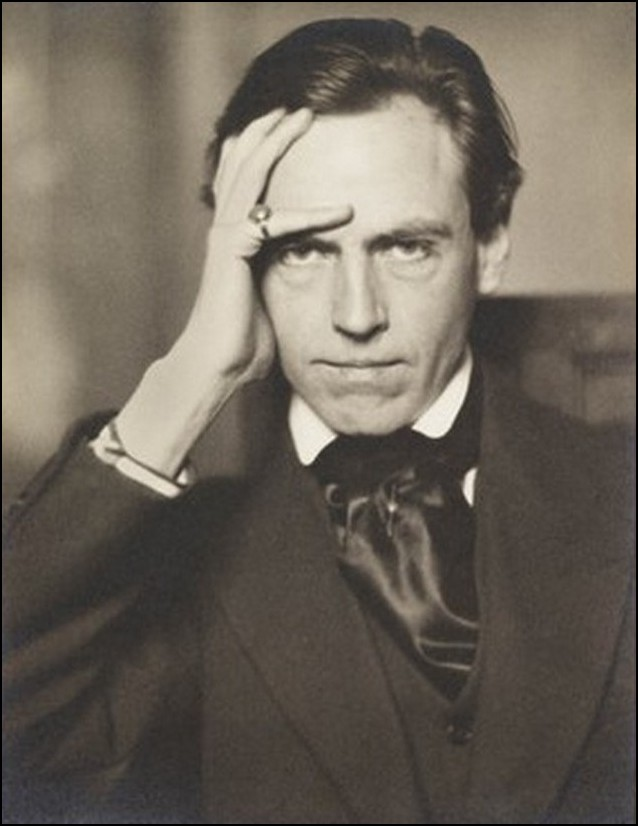
componist Cyril Scott (1879-1970)

Cyril (Meir) Scott (Oxton; 27 september 1879 – Eastbourne; 31 december 1970) was een Brits kunstenaar; Hij was componist, auteur en dichter.

## Biografie
Scott werd geboren als zoon van Henry Scott en Mary Scott–Griffiths. Hij - schipper, en geïnteresseerd in Grieks en Hebreeuws - en zij - amateurpianiste - legden Scott geen strobreed in de weg voor zijn ontwikkeling. Net als veel beginnende Britse componisten in die tijd vond zijn opleiding plaats in Duitsland, nu eens niet Berlijn of Leipzig maar naar het Dr. Hoch’s Konservatorium van Frankfurt am Main, alwaar hij vanaf zijn twaalfde pianostudie volgde. Scott behoort dan ook tot de Frankfurt Group, waar ook zijn vriend Percy Grainger deel van uitmaakte. Vanaf 1895 tot 1898 was hij wederom in Frankfurt te vinden. Aldaar maakte hij ook kennis met Stefan George aan wie hij zijn eerste symfonie opdroeg. Eenmaal terug in Engeland streek hij neer in Liverpool; gaf concerten en les; even later bereikte zijn faam Londen. In 1913 haalde Alma Mahler hem voor een paar concerten naar Wenen. De Eerste Wereldoorlog gooide roet in het eten; zijn huis in Duitsland werd verkocht zonder dat hij er ooit een cent van terugzag. Hij bleef zijn hele leven componeren en heeft ongeveer 400 werken op zijn naam staan, verdeeld over allerlei genres. Het platenlabel Chandos heeft zijn symfoniecyclus uitgegeven; bij Dutton Vocalion verscheen een reeks met pianowerken. Veel van zijn werk wacht nog op een plaatopname.

## Nevenfunctie
Naast zijn muziek schreef Scott ook boeken en gedichten, was geïnteresseerd in occultisme,  geloof , wetenschap, filosofie, gezondheid en voedsel, met name het vegetarisme.

## Zijn rol als theosoof
In 1914, na een lezing te hebben bijgewoond van de theosofe Dr. Annie Besant, werd Scott lid van de Theosofische Vereniging. Hij publiceerde een aantal werken over zijn eigen ervaringen met de Meesters of Mahatma's, waarop de theosofie aanspraak maakt.